# Cortese di Gavi

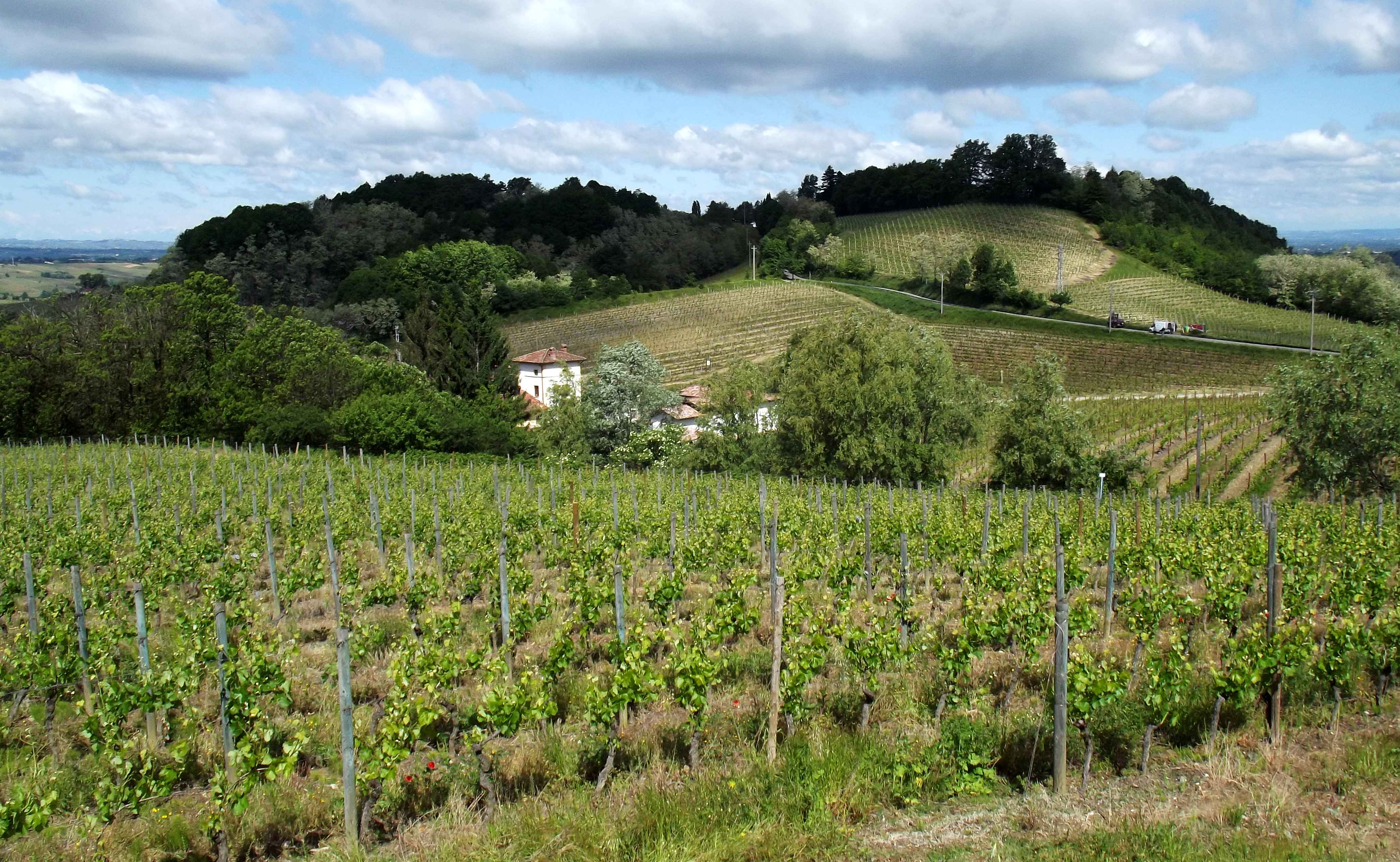
Weinberge zwischen Gavi und Tassarolo

Cortese di Gavi (oder auch nur Gavi) ist die geschützte Herkunftsbezeichnung für trockene italienische Weißweine aus der Provinz Alessandria in der Region Piemont. 

## Geschichte
Seit dem 26. Juni 1974, nach Erfüllung der seinerzeit geforderten Voraussetzungen, war lediglich die Herkunftsbezeichnung Denominazione di origine controllata (DOC) möglich. Die Einhaltung des „Disciplinare“ überwacht seit seiner Gründung 1993 das „Consorzio Tutela del Gavi“. 
Seit dem 9. Juli 1998 dürfen Weine, die die Anforderungen des maßgeblichen „Disciplinare di Produzione dei Vini della Denominazione di Origine Controllata e Garantita «GAVI» o «CORTESE DI GAVI»“ erfüllen, diese „DOCG“ führen und unter dieser in den Verkehr gebracht werden. 

## Anbaugebiet der Reben
Die Trauben für Weine mit der Herkunftsbezeichnung Gavi müssen in den elf Gemeinden  Bosio, Capriata d’Orba, Carrosio, Francavilla Bisio, Gavi, Novi Ligure, Parodi Ligure, Pasturana, San Cristoforo, Serravalle Scrivia und Tassarolo erzeugt worden sein. Anbauflächen außerhalb dieser Gemeinden erlauben es nicht, die aus den dortigen Trauben vinifizierten Weine als Gavi in den Verkehr zu bringen.

## Erzeugung
Die Weine werden zu 100 % aus der Rebsorte Cortese gekeltert.
Nach dem maßgeblichen „Disciplinare“ sind die folgenden Weine möglich: 
- Gavi tranquillo (Stillwein)
- Gavi frizzante
- Gavi spumante (Schaumwein)
- Gavi Riserva
- Gavi Riserva Spumante Metodo Classico (Schaumwein erzeugt in klassischer Flaschengärung)

Im Jahr 2019 wurden 106.253 Hektoliter Gavi erzeugt.

## Erforderliche Charakteristik der Weine
Das Disciplinare fordert in Artikel 6 (Auszug) für:
Gavi tranquillo
- Farbe:  mehr oder weniger intensives Strohgelb
- Geruch: charakteristisch, delikat
- Geschmack: trocken, angenehm, frisch und harmonisch
- Alkoholgehalt: mindestens 10,5 Vol.-%
- Gesamtsäuregehalt: mind. 5,0 g/l
- Trockenextraktgehalt: mind. 15,0 g/l

Gavi spumante
- Farbe:  mehr oder weniger intensives Strohgelb
- Schaum: fein und anhaltend
- Geruch: fein, delikat, charakteristisch
- Geschmack: von brut nature bis extra dry, harmonisch, angenehm
- Alkoholgehalt: mindestens 10,5 Vol.-%
- Gesamtsäuregehalt: mind. 5,0 g/l
- Trockenextraktgehalt: mind. 15,0 g/l